# ماجراجویی کهکشانی
جستجوی کهکشانی (به انگلیسی: Galaxy Quest) یک فیلم سینمایی آمریکایی در ژانر کمدی و علمی تخیلی محصول سال ۱۹۹۹ میلادی به کارگردانی دین پاریزو با بازی تیم آلن، سیگورنی ویور، آلن ریکمن، تونی شالهوب، سام راکول و درل میچل محصول ایالات متحده آمریکا است.

## داستان
هجده سال پس از توقف پخش مجموعه تلویزیونی «جست و جو در کهکشان» بازیگران آن با لباس شخصیت‌هایی که در مجموعه بازی کرده‌اند، در گردهمایی‌ها و فروشگاه‌های اسباب بازی‌های مربوطه ظاهر می‌شوند! آنان در وضعیت ناامید کننده‌ای به سر می‌برند تا این که موجودات فضایی که به «ترمیان‌ها» شهرت دارند، وارد می‌شوند و مجموعه تلویزیونی را با واقعیت عوضی می‌گیرند…